# Liste der Naturdenkmäler in Wien/Alsergrund
Die Liste der Naturdenkmäler in Wien/Alsergrund listet alle als Naturdenkmal ausgewiesenen Objekte im 9. Wiener Gemeindebezirk Alsergrund auf. Bei den neun Naturdenkmälern handelt es sich laut Definition der Stadt Wien um sieben Einzelnaturdenkmäler, ein Gruppennaturdenkmal sowie ein Flächennaturdenkmal.

## Naturdenkmäler
| Foto |                 | Name                                                                  | ID  | Standort                                                                     | Beschreibung | Fläche | Datum      |
| ---- | --------------- | --------------------------------------------------------------------- | --- | ---------------------------------------------------------------------------- | --- | ------ | ---------- |
| 1    | Datei hochladen | 2 Schwarznußbäume (Juglans nigra), 2 Bergahorne (Acer pseudoplatanus) | 450 | Wien, Währinger Straße 30 KG: Alsergrund Standort                            | Die geschützten Bäume weisen einen Stammumfang von je rund 3 m sowie Höhen um 18 m auf. Die Bäume sind zum Teil auf den ehemaligen Auenbestand zurückzuführen. |        | 07.09.1956 |
| 0 BW | Datei hochladen | Blauglockenbaum (Paulownia tomentosa)                                 | 591 | Wien, Währinger Gürtel 144 KG: Alsergrund Standort                           | Die Paulownie oder Blauglockenbaum (Paulownia tomentosa) stammt aus China und befindet sich im Hof eines dichtverbauten Wohnblocks. |        |            |
| 0 BW | Datei hochladen | Platane (Platanus x hybrida)                                          | 698 | Wien, Porzellangasse 48 KG: Alsergrund Standort                              | Die Platane (Platanus x hybrida) befindet sich im Innenhof des Hauses in der Porzellangasse 48. Sie wies 1984 einen Stammumfang von rund 4,5 Metern und wurde auf ein Alter von 100 bis 120 Jahren geschätzt. Die Unterschutzstellung des Baumes erfolgte auf Grund seiner Größe. |        | 30.09.1981 |
| 1    | Datei hochladen | Blauglockenbaum (Paulownia tomentosa)                                 | 702 | Wien, Währinger Straße 5–7 KG: Alsergrund Standort                           | Die Paulownie oder Blauglockenbaum (Paulownia tomentosa) stammt aus China und wies 1982 einen Stammumfang von 2,80 Meter und eine Höhe von rund 15 Meter auf. Der Baum wurde durch seine Dimensionen und sein Alter von rund 100 Jahren unter Schutz gestellt.                    |        | 21.07.1982 |
| 1    | Datei hochladen | Judasbaum (Cercis siliquastrum)                                       | 762 | Wien, Alser Straße 4, Altes AKH, 2. Hof KG: Alsergrund Standort              | Der geschützte Gewöhnliche Judasbaum (Cercis siliquastrum) befindet sich im II. Hof des Alten AKH und wird auf ein Alter von weiter über 100 Jahren geschätzt. |        | 14.02.1995 |
| 1    | Datei hochladen | Blutbuche (Fagus sylvatica „Atropunicea“)                             | 777 | Wien, Beethovengasse 6–8 KG: Alsergrund Standort                             | Die Blutbuche (Fagus sylvatica „Atropunicea“) hat einen Stammumfang von 2,78 Meter, eine Höhe von 19 Meter und einem Kronendurchmesser von 16 Meter. |        | 08.10.2001 |
| 1    | Datei hochladen | Platane (Platanus x hybrida)                                          | 778 | Wien, Spitalgasse 23 KG: Alsergrund Standort                                 | Die Platane (Platanus x hybrida) besitzt arttypischen Charakter. |        | 09.11.2001 |
| 1    | Datei hochladen | Platanen-Baumzeile (Platanus x hybrida)                               | 786 | Wien, Währinger Straße 40–42 KG: Alsergrund Standort                         | Die Baumzeile besteht aus 17 Platanen (Platanus x hybrida). |        | 17.05.2004 |
| 1    | Datei hochladen | Geologischer Aufschluss                                               | 859 | Wien, Tendlergasse/Prechtlgasse KG: Alsergrund GrStNr: 1458, 1869/1 Standort | Der Lössaufschluss hat eine wichtige Trittsteinfunktion für die hiesige Pflanzenwelt. |        | 11.01.2023 |

## Ehemalige Naturdenkmäler
| Foto |                 | Name                                         | ID  | Standort                                                   | Beschreibung | Fläche | Datum      |
| ---- | --------------- | -------------------------------------------- | --- | ---------------------------------------------------------- | --- | ------ | ---------- |
| 1    | Datei hochladen | 2 Pyramidenpappeln (Populus nigra „Italica“) | 644 | Wien, vor dem Franz-Josefs-Bahnhof KG: Alsergrund Standort | Das Naturdenkmal vor dem Franz-Josefs-Bahnhof bestand aus drei, zuletzt zwei Pyramidenpappeln (Populus nigra „Italica“). Sie wurden auf Grund ihres Status in vegetationsloser Umgebung und ihrer damit verbundenen Rolle für das Ortsbild unter Schutz gestellt. Sie fielen der Umgestaltung des Bahnhofs und seines Vorplatzes Mitte der 2020er zum Opfer. |        | 19.10.1976 |

| Foto:                    | Fotografie des Naturdenkmals. Klicken des Fotos erzeugt eine vergrößerte Ansicht. Daneben finden sich zwei Symbole: \| Weitere Bilder vorhanden \| Das Symbol bedeutet, dass weitere Fotos des Objekts verfügbar sind. Durch Klicken des Symbols werden sie angezeigt. \| \| Eigenes Foto hochladen \| Durch Klicken des Symbols können weitere Fotos des Objekts in das Medienarchiv Wikimedia Commons hochgeladen werden. \| |
| Name:                    | Bezeichnung des Naturdenkmals laut offiziellen Quellen |
| ID                       | Identifikator |
| Standort:                | Es ist die Gemeinde und falls vorhanden die Adresse angegeben. Darunter sind die Katastralgemeinde (KG) und die Grundstücksnummer angeführt. Durch Aufruf des Links Standort wird die Lage des Denkmals in verschiedenen Kartenprojekten angezeigt. |
| Beschreibung             | Kurze Beschreibung des Naturdenkmals |
| Fläche                   | Fläche des Naturdenkmals in Hektar (ha) |
| Datum                    | Datum oder Jahr der Unterschutzstellung |
| Weitere Bilder vorhanden | Das Symbol bedeutet, dass weitere Fotos des Objekts verfügbar sind. Durch Klicken des Symbols werden sie angezeigt. |
| Eigenes Foto hochladen   | Durch Klicken des Symbols können weitere Fotos des Objekts in das Medienarchiv Wikimedia Commons hochgeladen werden. |